# Giro d'Eritrea
Il Giro d'Eritrea è una corsa a tappe maschile di ciclismo su strada che si svolge annualmente in Eritrea. Disputato nel 1946, dal 2001 al 2013 e dal 2017, fa parte del calendario dell'UCI Africa Tour, come gara di classe 2.2.

## Storia
La corsa è nata grazie alla comunità italo-eritrea che nel 1946 denominò la corsa Primo Giro dell'Eritrea. La prima edizione ebbe 34 partecipanti e cinque tappe, con un difficile Premio della Montagna, sulle rampe per Nefasit, e fu vinto da Nunzio Barrilà, dell'A.C. Piemonte, uno scalatore  .
Nel 1947 la corsa non fu riproposta a causa di un crescente conflitto nell'area eritrea occupata dal Regno Unito. Fu però disputata una edizione ridotta, il Giro delle 3 valli, vinto da Esmiles Zoli.
Negli anni seguenti, a causa delle crescenti tensioni politiche sul destino della ex colonia italiana, le competizioni ciclistiche vennero disputate in grandi classiche a cui cominciarono a partecipare ciclisti eritrei. Le principali furono: il giro della Piana di A'la. Partenza da Asmara, giù a Nefasit poi Mai Habar, Decamerè e Asmara; la Asmara – Decamerè – Afelbà; la Asmara – Sciketi – Asmara; la Asmara – Adi Tekelesan – Asmara.
Nel 2001, dopo un intervallo di più di 50 anni, la corsa fu nuovamente organizzata in occasione dell'anniversario dell'Indipendenza dell'Eritrea. Fu vinta da Habte Weldesimon.

## Percorso
La corsa prevede di solito 5 tappe. La gara spesso inizia dalle spiagge di Massaua, prosegue per la tortuosa autostrada di montagna con le sue valli scoscese fino alla capitale Asmara. Da lì, prosegue verso sud verso le pianure occidentali della Regione di Gasc-Barca, per poi tornare ad Asmara da sud.

## Albo d'oro
Aggiornato all'edizione 2017.
| Anno      | Vincitore                  | Secondo              | Terzo                  |
| --------- | -------------------------- | -------------------- | ---------------------- |
| 1946      | Nunzio Barrilà             | Domenico Oggero      | Giovanni Bizzotto      |
| 1947-2001 | non disputato              | non disputato        | non disputato          |
| 2001      | Habte Weldesimon           |                      |                        |
| 2002      | Michael Tekle              |                      |                        |
| 2003      | Habte Weldesimon           | Ephrem Tewelde       | Merhawi Yemane         |
| 2004      | Habte Weldesimon           |                      |                        |
| 2005      | Michael Tykue              | Michael Misghena     | Muse Tekleab           |
| 2006      | Michael Misghena           | Efrem Abrham         | Mogos Dawit            |
| 2007      | Merhawi Gebrehiwet         | Dawit Haile          | Michael Tykue          |
| 2008      | Merhawi Gebrehiwet         | Dawit Haile          | Ferekalsi Debesay      |
| 2009      | Bereket Abebe              | Daniel Teklehaimanot | Khsay Melake           |
| 2010      | Natnael Berhane            | Michael Tykue        | Mehreteab Tedros       |
| 2011      | Meran Russan               | Tesfay Abrhaha       | Jani Twelde Weldegaber |
| 2012      | Jacques Janse van Rensburg | Freqalsi Abrha       | Ezzeddine Agab         |
| 2013      | Mekseb Debesay             | Merhawi Kudus        | Meron Amanuel          |
| 2014-2015 | non disputato              | non disputato        | non disputato          |
| 2016      | Merhawi Goitom             | Tesfay Mihreteab     | Adhanom Zemekael       |
| 2017      | Zemenfes Solomon           | Jean Claude Uwizeye  | Amanuel Tsegay         |